# Лампартер, Йоханнес
Йоханнес Лампартер (нем. Johannes Lamparter, род. 8 ноября 2001 года) — австрийский двоеборец, двукратный чемпион мира.

## Карьера
На международной арене Йоханнес дебютировал на чемпионате мира среди юниоров 2018 года в швейцарском Кандерштеге, где стал чемпионом мира в эстафете и занял 4 место на дистанции 10 км. После этого на юниорских первенствах 2019 и 2020 годов в активе Лампартера еще 3 золотые награды.
В Кубке мира Йоханнес Лампартер дебютировал 22 декабря 2018 года в Рамзау, заняв 31 место. Первый подиум в карьере Лампартера — 2 место на дистанции 5 км на этапе в финской Руке 27.11.2020 года.
На дебютном чемпионате мира 2021 года в немецком Оберстдорфе Йоханнес Лампартер выиграл две золотые награды в комбинации (большой трамплин — гонка на 10 км) и в командном спринте с Лукасом Грайдерером, а также стал бронзовым призёром в эстафете. 
На чемпионате мира 2023 года Лампартер завоевал три бронзовые медали.
В 2025 году на чемпионате мира в Тронхейме в смешанном командном турнире в составе австрийской команды стал бронзовым призёром, а в командной эстафете стал серебряным. 